# 迈克·林奇
迈克·理查德·林奇 OBE DL FRS FREng （1965年6月16日—2024年8月19日）是一位英国企业家，他與其他人共同创立了HP Autonomy （前身為Autonomy Corporation）、Invoke Capital和Darktrace等公司。
他在剑桥大学获得本科学位、博士学位並在該校從事博士后研究后，林奇利用他在机器学习方面的知識创立了软件公司，并成为硅沼的重要人物。媒体將其視為为英国版的比尔·盖茨。
2011年，Autonomy被出售给惠普，隨後有人指控其欺诈。2019年，有人在英国起訴他。最終法院作出了有利於惠普的判决。2023年，林奇被引渡到美国。2024年3月，他在旧金山接受审判。6月，美國法院判其所有罪名均不成立。
2024年8月，林奇在自己的超级游艇上庆祝自己被无罪释放。 8月19日，該遊艇在西西里附近的一场风暴中沉没。事故造成林奇、他的十几岁的女儿和其他五人死亡。